# A Night to Remember (filme de 1958)
A Night to Remember (bra: Somente Deus por Testemunha; prt: A Tragédia do Titanic) é um filme britânico de 1958, dos gêneros drama histórico e ação, dirigido por Roy Ward Baker, com roteiro de Eric Ambler baseado no livro A Night to Remember, de Walter Lord, que reconta a noite final do RMS Titanic.
A estreia mundial ocorreu em 3 de julho de 1958 no Odeon Leicester Square. A sobrevivente do Titanic, Elizabeth Dowdell, compareceu à estreia americana em Nova Iorque na terça-feira, 16 de dezembro de 1958. 
O filme recebeu aclamação da crítica após seu lançamento.
Entre os muitos filmes sobre o Titanic, A Night to Remember tem sido considerado como o ponto alto por historiadores e sobreviventes do Titanic por sua precisão histórica, apesar de sua produção modesta quando comparado com o vencedor do Oscar de melhor filme Titanic (1997).